# Gottfried Sellius
 Gottfried Sellius (également nommé Godofredus, Godefroy, Godofredi Sellii) né en 1704 à Dantzig et mort le 25 juin 1767 à Charenton (France) est un juriste, philosophe, naturaliste et traducteur.

## Biographie

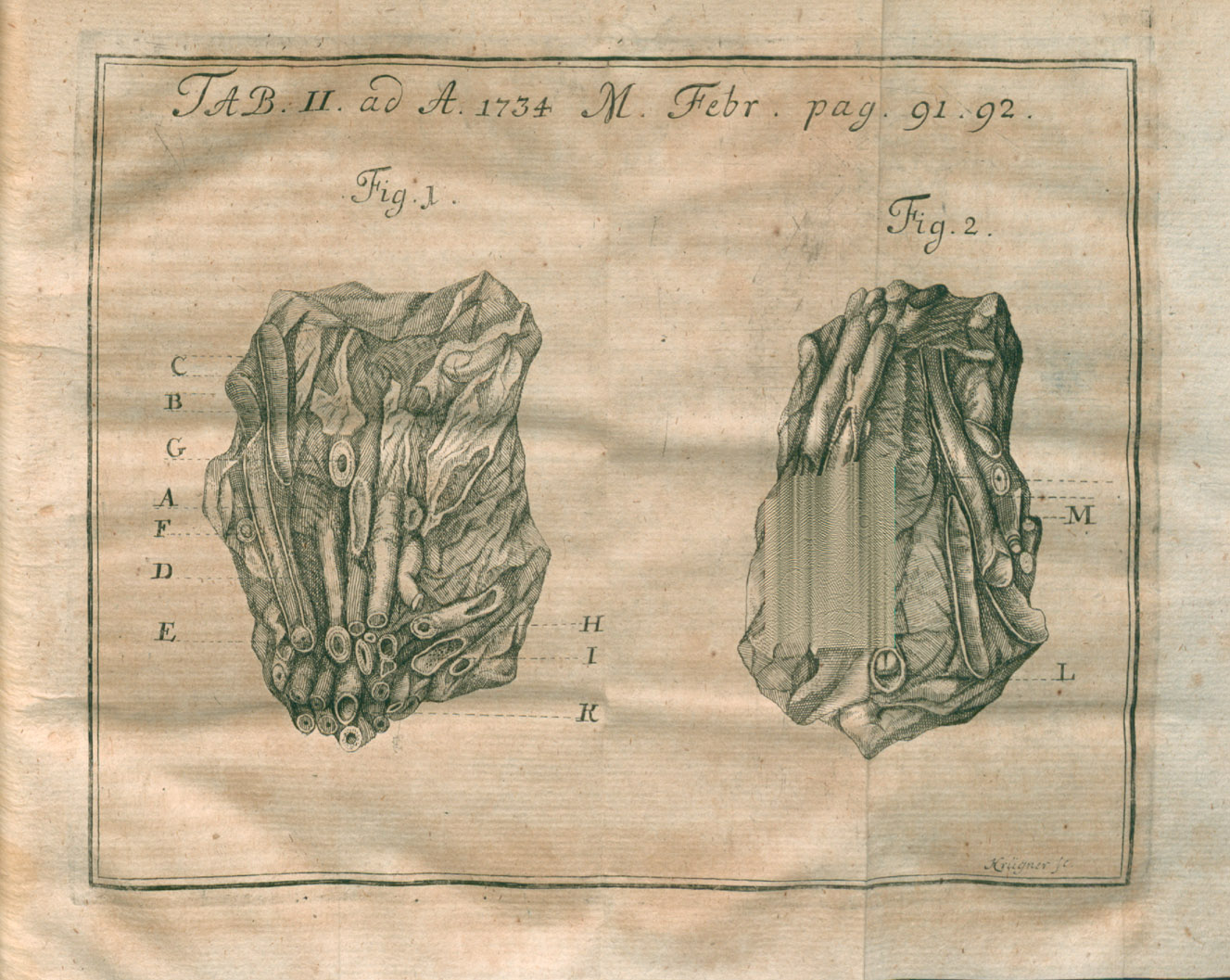
Illustration pour la revue de Historia naturalis Teredinis seu Xylophagi Marini..., Acta Eruditorum, 1734

Né citoyen de la ville libre de Dantzig et dans une riche famille germanophone, Sellius part d'abord étudier à l'Université de Marbourg puis à Leyde, suivre les enseignements du botaniste Herman Boerhaave, avant de décrocher son titre de docteur en droit.
En 1733, il publie quelques observations menées au microscope sur les mollusques de type Teredinidae, découvertes qui sont rapportées par la Gazette de Leyde, à cette époque le quotidien scientifique le plus important en Europe. En 1735, accablé par le manque d'argent, il devient professeur de droit à Göttingen puis, l'année suivante, est nommé conseiller privé à la cour royale de Prusse et professeur de droit et de philosophie à Halle. En 1739, il enseigne la médecine à la Berliner Akademie (Berlin). Durant cette période intense, il fait plusieurs fois le voyage aux Pays-Bas.
Arrivé à Paris en 1743, il entre en contact en juin 1744 avec l'éditeur parisien André Le Breton à qui il propose de traduire en français les œuvres du philosophe Christian von Wolff, lequel vivait à Halle.
C'est encore lui qui, en janvier 1745, suggère vivement à Le Breton d'acheter les droits d'adaptation en français de la Cyclopaedia d'Ephraim Chambers, parue à Londres en 1728, et qui connaît un succès retentissant en Europe. Se proposant aussi de la traduire, Sellius recommande son ami John Mills comme cotraducteur mais bientôt, Le Breton se brouille avec les deux hommes qu'il juge incompétents et trop lents. La suite appartient à l'histoire de L’Encyclopédie.
À partir de 1750, Sellius s'installe définitivement à Paris en tant que professeur d'allemand et traducteur. Si l'on en croit les critiques de l'époque (comme Querlon), son travail n'était pas très apprécié car la qualité de son français laissait à désirer, bien qu'aidé à la rédaction par un ami français, Bénigne Dujardin. Toujours en quête d'argent, il aurait aussi travaillé pour le doyen Joseph-Nicolas Delisle, mais le manuscrit semble perdu. Il meurt à la suite d'un accès de fièvre, en proie au délire, à l'hospice de Charenton où ses amis l'avaient transporté.
Il est membre de la Royal Society de Londres.

## Principales traductions
- De l'anglais d'Henry Ellis : Voyage de la baye de Hudson. Fait en 1746 & 1747, pour la découverte du passage de nord-ouest, Paris, Ballard fils, 1749
- De l'allemand de Johann Friedrich Christ : Dictionnaire des monogrammes, chiffres, lettres initiales, logogryphes, rébus, &c. sous lesquels les plus célèbres peintres, graveurs & dessinateurs ont dessiné leurs noms, Paris, S. Jorry, 1750
- De l'allemand de Johann Anderson : Histoire naturelle de l'Islande, du Groenland, du détroit de Davis, et d'autres pays situés sous le Nord, Paris, S. Jorry, 1750
- De l'anglais de (John Arbuthnot et Alexander Pope)[5] : La Double Beauté : Roman étranger, tr. avec Bénigne Dujardin, s.n., 1754
- De l'allemand de Johann Joachim Winckelmann : Histoire de l'art chez les anciens, tr. avec Jean-Baptiste-René Robinet, vers 1766[6]

## Choix d'essais
- Sous la dir. d'Herman Boerhaave : [De imaginario] Dissertatio philosophico-juridica inauguralis de imaginario, quod scientiis adhaeret, in jurisprudentia detegendo, 1730
- Responsiones ad Vindicias hujus methodi, 1735
- Principia philosophiae naturalis experimentis stabilita in usus academicos, 1738
- Avec Johann Wolfgang Trier : Epistola Ad Virum Celeberrimum Atque Excellentissimum, Amsterdam, 1735
- Avec Bénigne Dujardin : Histoire générale des Provinces-Unies, Paris, Chez P.G. Simon, vers 1770.
- Description abrégée géographique et historique du Brabant hollandois et de la Flandre hollandoise, Paris, Bauche fils et Laurent d'Houry 1748, 1 vol., in-12 de (2)-X-314-(6) p., 7 planches repliées hors texte (plans de places fortes gravés en taille-douce).